# Meeting Gaz de France 2007
Il Meeting Gaz de France 2007 è un meeting di atletica leggera svoltosi il 6 luglio 2007 a Saint-Denis, in Francia, facente parte del circuito IAAF World Athletics Tour, di cui rappresenta il tredicesimo appuntamento stagionale. Il meeting è valido anche come secondo appuntamento della IAAF Golden League.

## Risultati

### Uomini
| Evento: | Vincitore:                  | Vincitore: | 2° piazzato:                 | 2° piazzato: | 3° piazzato:                    | 3° piazzato: |
| --- | --------------------------- | ---------- | ---------------------------- | ------------ | ------------------------------- | ------------ |
| 100m | Derrick Atkins Bahamas      | 10.00      | Mark Jelks Stati Uniti       | 10.09        | Shawn Crawford Stati Uniti      | 10.13        |
| 400 m | LaShawn Merritt Stati Uniti | 44.62      | Gary Kikaya RD del Congo     | 45.32        | Tyler Christopher Canada        | 45.33        |
| 1.500 m | Alan Webb Stati Uniti       | 3:30.54    | Mehdi Baala Francia          | 3:31.01      | Tarek Boukensa Algeria          | 3:32.77      |
| 3.000 m | Moses Kipsiro Uganda        | 7:39.02    | Joseph Ebuya Kenya           | 7:39.53      | Boniface Kiprotich Songok Kenya | 7:40.21      |
| 3.000 siepi | Bouabdellah Tahri Francia   | 8:08.47    | Paul Kipsiele Koech Kenya    | 8:12.73      | Brimin Kiprop Kipruto Kenya     | 8:12.88      |
| 110hs | Dayron Robles Cuba          | 13.13      | Anwar Moore Stati Uniti      | 13.13        | Liu Xiang Cina                  | 13.15        |
| 400hs | James Carter Stati Uniti    | 48.61      | Angelo Taylor Stati Uniti    | 48.73        | Alwyn Myburgh Sudafrica         | 49.40        |
| Salto triplo | Christian Olsson Svezia     | 17.56m     | Nelson Évora Portogallo      | 17.28m       | Aarik Wilson Stati Uniti        | 16.96m       |
| Lancio del giavellotto | Tero Pitkämäki Finlandia    | 89.70m     | Andreas Thorkildsen Norvegia | 86.28m       | Breaux Greer Stati Uniti        | 85.64m       |
| AR record continentale \| NR record nazionale \| PB record personale \| SB record personale stagionale \| WL miglior prestazione dell'anno \| WR record mondiale |                             |            |                              |              |                                 |              |

### Donne
| Evento: | Vincitore:                 | Vincitore: | 2° piazzato:                                   | 2° piazzato: | 3° piazzato:                 | 3° piazzato: |
| --- | -------------------------- | ---------- | ---------------------------------------------- | ------------ | ---------------------------- | ------------ |
| 100m | Torri Edwards Stati Uniti  | 11.17      | Me'Lisa Barber Stati Uniti                     | 11.19        | Lauryn Williams Stati Uniti  | 11.25        |
| 400 m | Sanya Richards Stati Uniti | 49.52      | Novlene Williams Giamaica                      | 50.29        | Natasha Hastings Stati Uniti | 50.45        |
| 1.500 m | Elena Soboleva Russia      | 3:59.91    | Gelete Burka Etiopia                           | 4:00.68      | Iryna Lishchynska Ucraina    | 4:02.17      |
| 5.000 m | Tirunesh Dibaba Etiopia    | 15:21.84   | Florence Jebet Kiplagat Kenya                  | 15:23.85     | Meselech Melkamu Etiopia     | 15:24.19     |
| 100hs | Michelle Perry Stati Uniti | 12.56      | Susanna Kallur Svezia                          | 12.68        | Lolo Jones Stati Uniti       | 12.71        |
| 400hs | Yevgeniya Isakova Russia   | 54.56      | Jana Pittman Australia                         | 54.93        | Melaine Walker Giamaica      | 55.32        |
| Salto in alto | Blanka Vlašić Croazia      | 2.02m      | Yelena Slesarenko Russia                       | 2.00m        | Tia Hellebaut Belgio         | 1.97m        |
| Salto con l'asta | Yelena Isinbayeva Russia   | 4.91m      | Svetlana Feofanova Russia Monika Pyrek Polonia | 4.71m        |                              |              |
| AR record continentale \| NR record nazionale \| PB record personale \| SB record personale stagionale \| WL miglior prestazione dell'anno \| WR record mondiale |                            |            |                                                |              |                              |              |